# 中国驻腊戍总领事馆
中国驻腊戍总领事馆，中国历史上曾经派驻在缅甸腊戍的领事机构。1949年，中华民国政府设置驻腊戍领事馆，1950年关闭。1955年，中华人民共和国设立驻腊戍总领事馆，1962年迁驻曼德勒。

## 历史
1949年，中华民国政府设置驻腊戍领事馆。1950年1月，因缅甸承认中华人民共和国政府，中华民国政府关闭驻缅甸使领馆。
1955年6月8日，中华人民共和国驻腊戍总领事馆正式开馆。1962年6月16日，驻腊戍总领事馆迁往曼德勒，更名为驻曼德勒总领事馆。